# Lancia Zeta
Lancia Zeta je velkoprostorový vůz vyráběný v letech 1994–2002 jako společný projekt koncernu PSA a Fiatu.

## Popis
Lancia Zeta je konstrukčně shodná s vozy Peugeot 806, Fiat Ulysse a Citroën Evasion. Liší se jen drobnými detaily (maska chladiče, zadní světla, vybavení interiéru). Byl určen pro přepravu 5–7 osob.
Výroba začala v roce 1994 a byla ukončena v roce 2002, automobil byl nahrazen modelem Lancia Phedra.